# Макнетт Тауншип (округ Лайкомінг, Пенсільванія)
Макнетт Тауншип (англ. McNett Township) — селище (англ. township) в США, в окрузі Лайкомінг штату Пенсільванія. Населення — 143 особи (2020).

## Демографія
Згідно з переписом 2010 року, у селищі мешкали 174 особи в 73 домогосподарствах у складі 53 родин. Було 175 помешкань
Расовий склад населення:
| - 100,0 % — білих |

До двох чи більше рас належало 0,0 %. Частка іспаномовних становила 0,6 % від усіх жителів.
За віковим діапазоном населення розподілялося таким чином: 16,7 % — особи молодші 18 років, 62,6 % — особи у віці 18—64 років, 20,7 % — особи у віці 65 років та старші. Медіана віку мешканця становила 48,7 року. На 100 осіб жіночої статі у селищі припадало 109,6 чоловіків;  на 100 жінок у віці від 18 років та старших — 107,1 чоловіків також старших 18 років.
Середній дохід на одне домашнє господарство  становив 55 070 доларів США (медіана — 45 000), а середній дохід на одну сім'ю — 63 526 доларів (медіана — 47 917). Медіана доходів становила 48 750 доларів для чоловіків та 25 000 доларів для жінок. За межею бідності перебувало 6,9 % осіб, у тому числі 12,0 % дітей у віці до 18 років та 1,6 % осіб у віці 65 років та старших.
Цивільне працевлаштоване населення становило 58 осіб. Основні галузі зайнятості: освіта, охорона здоров'я та соціальна допомога — 25,9 %, будівництво — 17,2 %, транспорт — 8,6 %, публічна адміністрація — 8,6 %.